# Skolresan
Skolresan (franska: La Classe de neige) är en fransk dramafilm från 1998 i regi av Claude Miller.
Filmen baseras på Emmanuel Carrères roman Vinterskola.

## Utmärkelser
Skolresan vann Prix du Jury vid filmfestivalen i Cannes 1998.

## Roller (urval)
- Clément Van Den Bergh – Nicolas
- Emmanuelle Bercot – Mlle. Grimm
- François Roy – pappan
- Tina Sportolaro – mamman
- Yves Verhoeven – Patrick
- Chantal Banlier – Marie-Ange
- Yves Jacques – besökaren
- Cécile Siméone – den unga mamman